# Historia Wałbrzycha
Według relacji Ephraima Ignatiusa Naso, świdnickiego kupca, podanej w jego książce z 1667 r. – „Phoenix redivius ducatuum Swidnicensis et Javroviensis”, osada Waldenburg, pospolicie zwana Wallenberg, istniała już w 1191 r. Nazwę swą zawdzięczać miała pielgrzymkom do drewnianego kościółka na pagórku (niem. wallen – pielgrzymować), lub staremu grodowi pośród lasu. Ta druga wersja jest bardziej prawdopodobna, jest bowiem faktem, że w pobliżu tego kościółka, przy którym tryskało źródło wody mineralnej, istniał nizinny gród otoczony wałami i fosą. Stare zapisy podają nazwy: Waldenburg (1400 r.) i Waldenberc (1372 r.), co można przetłumaczyć jako „leśny gród” lub „leśna góra”.
Palisadowy gród wałbrzyski, z wałem dochodzącym do 8 m wysokości, był słowiańskim okopem pierścieniowym. Miał 44 m długości i 32,5 m szerokości. W jego miejscu istniała prawdopodobnie osada słowiańska. Wydaje się więc, że Wałbrzych wyrósł z dawnego grodziszcza na pagórku, w pobliżu borów obszernej kotliny, do której zapuszczali się osadnicy z nizin, wąwozem Pełcznicy.
Historyczny rodowód miasta wywodzi się z czasów wczesnośredniowiecznych, prawdopodobnie z końca XII w. W okresie tym istniała już leśna osada słowiańska, która z biegiem lat przekształciła się w mały gródek warowny, wioskę, a w końcu w miasto. Pierwsza w pełni wiarygodna informacja o Wałbrzychu pochodzi z 1305 r. Z tego bowiem okresu zachował się dokument określający wysokość świadczeń parafii śląskich na rzecz biskupstwa wrocławskiego, wśród których został wymieniony także Wałbrzych. Status miasta Wałbrzych uzyskał w latach 1400-1426. Z roku 1426 pochodzi historyczna wzmianka o Wałbrzychu jako mieście liczącym ok. 200 mieszkańców.
Dzieje Wałbrzycha od 1278 r. związane były z losami księstwa świdnickiego, a od 1326 r. z księstwem świdnicko-jaworskim i zamkiem Nowy Dwór, wzniesionym ok. 1290 r. w Podgórzu na Górze Zamkowej przez Bolka I, księcia świdnickiego. Po 1392 r. księstwo świdnicko-jaworskie przeszło we władanie cesarza Karola IV Luksemburczyka, który równocześnie był królem Czech. Tym samym księstwo podporządkowane zostało czeskiemu zwierzchnictwu administracyjnemu.
Miasto wielokrotnie zmieniało właściciela. Przez ponad 250 lat Wałbrzych i okoliczne wsie znajdowały się w posiadaniu rodu Czetryców, czego istniejącym śladem jest zespół pałacowy budowany w latach 1604-1628, tzw. Pałac Czetryców, obecna siedziba Urzędu Wojewódzkiego.
W 1738 r. miasto i przyległości kupił Konrad Hochberg, właściciel sąsiadującego zamku Książ, jednego z trzech największych w Polsce. Zamek był budowany i rozbudowywany począwszy od XIII w. Jest połączeniem wielu stylów architektonicznych. Po siedemdziesięciu latach pozostawania w rękach rodu Hochbergów miasto przestało być własnością prywatną i w 1808 r. zaczęło wieść niezależne życie.
Wieki XV i XVI to okres rozwoju rzemiosła tkackiego, którego apogeum przyniósł XVIII w. Był to równocześnie koniec wałbrzyskiego tkactwa. Jego miejsce zajęło włókiennictwo, a także górnictwo węglowe, dynamicznie rozwijające się od połowy XVIII w.
Według przekazów historycznych w roku 1604 Dipprand Czetryc wydał „ordunek węglowy”, który regulował sprawy wydobycia, magazynowania i sprzedaży węgla oraz wynagrodzenia gwarków. W roku 1747 czynnych było w Wałbrzychu 7 kopalń węgla, a w 1805 r. 54 szyby zatrudniały 895 górników. Wiek XIX i początek XX to dla miasta dalszy dynamiczny rozwój istniejących i nowo powstałych gałęzi przemysłu: włókienniczego, ceramicznego, szklarskiego, metalowego oraz górniczego. Do dzisiaj pracuje powstała w 1818 r. mechaniczna przędzalnia lnu, uruchomiona w 1920 r. odlewnia żeliwa i fabryka maszyn oraz od 1922 r. fabryka lin i drutu. Nadal z powodzeniem wyroby swe sprzedają dwie, z trzech istniejących, fabryki porcelany powstałe w 1829 i 1845 r.
W miarę rozwoju miasta następowała rozbudowa jego infrastruktury komunalnej. Pierwsza linia kolejowa połączyła Wałbrzych i Wrocław w 1843 r., a od 1896 r. można było dotrzeć pociągiem do Kłodzka i Czech. Miasto uzyskało także wszelkie niezbędne urządzenia komunalne: elektryczność, w 1896, gaz w 1868, wodociągi w 1905, komunikację tramwajową w 1898 r.
Wraz z rozwojem przemysłu miasto rozrastało się, zabudowując okoliczne tereny i wchłaniając sąsiednie osiedla. Obecny układ urbanistyczny jest wynikiem zarówno ukształtowania terenu, jak i faktu, że część dzisiejszych dzielnic była uprzednio odrębnymi miasteczkami zachowującymi swoisty klimat. W 1856 r. Wałbrzych otrzymał nowy ratusz. Wśród zabudowy miejskiej zaczęły wyróżniać się obiekty przemysłowe, kominy i piętrzące się hałdy. W 1939 r. miasto liczyło ok. 65 tysięcy mieszkańców.
Po II wojnie światowej, która nie spowodowała większego zniszczenia miasta, nastąpił jego wzrost przestrzenny przy zachowaniu ukształtowanego wcześniej charakteru przemysłowego. Granice administracyjne rosły dzięki dołączeniu kolejnych pobliskich gmin, jak i budowie nowych osiedli mieszkaniowych. Efektem tych zmian była zmiana powierzchni miasta tj. prawie 85 km².